# Bombardier Dash 8
Bombardier Dash 8 sau Q Series, cunoscut anterior drept de Havilland Canada Dash 8 sau DHC-8, este o serie de avioane de linie turbopropulsoare, bimotoare, mediu curier. Introdus de de Havilland Canada (DHC) în 1984, în prezent este produs de Bombardier Aerospace. Au fost comandate peste 1000 de exemplare, estimările fiind de 1192 exemplare (toate variantele) produse până în 2016.